# R Coronae Borealis
R Coronae Borealis é uma estrela supergigante amarela, sendo o protótipo de uma classe de estrelas variáveis que diminuem a sua magnitude a intervalos regulares. R Coronae Borealis brilha normalmente com uma magnitude 6, próximo do limite de visibilidade a olho nu, na constelação de Corona Borealis.
A intervalos que variam desde vários meses até alguns anos, a sua magnitude diminui até ao valor de 14. Após alguns meses volta gradualmente até à sua magnitude normal.
Este fenómeno de variação de magnitude é supostamente devido a uma regular acumulação de poeira de carbono na atmosfera estelar. A queda súbita de magnitude pode ser causada por uma rápida condensação das poeiras, resultando no bloqueio da sua luminosidade. A restauração gradual da luminosidade resulta da dispersão da poeira devido a pressão de radiação